# Declaració de Hèlsinki
La Declaració de Hèlsinki ha estat promulgada per l'Associació Mèdica Mundial (WMA) com un cos de principis ètics que han de guiar la comunitat mèdica i altres persones que es dediquen a l'experimentació amb éssers humans. Per molts és considerada com el document més important en l'ètica de la investigació amb éssers humans, encara que no és un instrument legal que vinculi internacionalment. La seva autoritat emana del grau de codificació interna i de la influència que ha guanyat a nivell nacional i internacional.

## Història
La Declaració va ser originalment adoptada al juny de 1964 a Hèlsinki, Finlàndia, i ha estat sotmesa a cinc revisions i dues clarificacions, creixent considerablement la seva longitud d'11 a 32 paràgrafs. La Declaració és un important document en la història de la investigació ètica, com un significatiu esforç de la comunitat mèdica a fi d'autoregular-se, i forma la base de molts dels documents posteriors. El previ Codi de Nuremberg no va tenir acceptació general sobre els aspectes ètics de la investigació humana, encara que en països com Alemanya i Rússia, va inspirar polítiques nacionals sobre investigació en humans. La Declaració desenvolupa els deu punts del Codi de Nuremberg i a ells els suma la Declaració de Gènova (1948), una declaració de deures ètics per als metges. La Declaració especifica més detalladament la investigació clínica, reflectint canvis en la pràctica mèdica des del terme "experimentació humana" usat en el Codi de Nuremberg. Un canvi notable és una relaxació de les condicions del consentiment, el qual era "absolutament essencial" en el Codi de Nuremberg. Gràcies a això, avui els metges declaren obtenir el consentiment "si és possible" de part del pacient, però la investigació també es permet quan mancant consentiment de l'involucrat, es compta amb el d'una persona pròxima com un curador o representant legal.

## Principis bàsics
El principi bàsic és el respecte per l'individu (Article 8), el seu dret a l'autodeterminació i el dret a prendre decisions informades (consentiment informat) (Articles 20, 21 i 22) incloent la participació en la investigació, tant a l'inici com durant el curs de la investigació. El deure de l'investigador és solament cap al pacient (Articles 2, 3 i 10) o el voluntari (Articles 16 i 18), i mentre existeixi necessitat de portar a terme una investigació (Article 6), el benestar del subjecte ha de ser sempre superior als interessos de la ciència o de la societat (Article 5), i les consideracions ètiques han de venir sempre de l'anàlisi precedent de les lleis i regulacions (Article 9).
El reconeixement de la creixent vulnerabilitat dels individus i els grups necessita especial vigilància (Article 8). Es reconeix que quan el participant en la investigació és incompetent, física o mentalment incapaç de consentir, o és un menor (Articles 23 i 24) llavors el permís ha de donar-lo un substitut que vetlli pel millor interès de l'individu. En aquest cas el seu consentiment és molt important (Article 25).

## Principis operacionals
La investigació s'ha de basar en un coneixement curós del camp científic (Article 11), una curosa avaluació dels riscos i beneficis (Articles 16 i 17), la probabilitat raonable d'un benefici en la població estudiada (Article 19) i que sigui conduïda i controlada per investigadors experts (Article 15) usant protocols aprovats, subjecta a una revisió ètica independent i una supervisió d'un comitè (Article 13). El protocol haurà de incloure temes ètics i indicar la seva relació amb la Declaració (Article 14). Els estudis haurien de ser interromputs si la informació disponible indica que les consideracions originals no són satisfactòries (Article 17). La informació relativa a l'estudi ha d'estar disponible públicament (Article 16). Els aspectes ètics relatius a la publicació dels resultats i la consideració de potencials conflictes d'interessos (Article 27). Les investigacions experimentals haurien de comparar- se sempre en termes dels millors mètodes, però sota certes circumstàncies un placebo o un grup de control haurien de ser utilitzats (Article 29). L'interès del subjecte després que l'estudi finalitzi hauria de comptar amb assessorament ètic, així com assegurar-li l'accés al millor tractament provat (Article 30). Quan s'utilitzen mètodes no provats s'han de provar en el context de la investigació on hagi creença raonable de possibles avantatges per als subjectes (Article 32).

## Pautes o regulacions addicionals
Els investigadors es troben freqüentment amb què diferents codis o pautes d'acció regulen la mateixa activitat i han d'entendre les diferències entre elles. Una d'aquestes és la Bona Pràctica Clínica (Good Clinical Practice- GCP), una guia internacional, mentre cada país regula, a més, a nivell local. Existeixen nombroses eines per comparar entre aquestes guies d'acció.